# Staffan Seeberg
Karl Oskar Staffan Seeberg (né à Stockholm le 4 août 1938) est un écrivain et médecin suédois. Il habite actuellement[Quand ?] à Båstad.
Il obtient son doctorat en 1975. Ses œuvres sont très critiques à l’égard de la société.

## Œuvres
- 1966 : P:s lidanden
- 1967 : Grodorna
- 1968 : Fem berättelser
- 1970 : Vägen genom Vasaparken
- 1971 : Lungfisken
- 1975 : Cancerkandidaterna
- 1977 : Holobukk
- 1980 : Grönlandsskogen
- 1982 : Där havet börjar
- 1985 : Stellas frihet
- 1990 : Därför
- 1995 : Aprilfloden
- 1997 : Lauras ansikte
- 2000 : Ariadnes spår
- 2005 : Sjöjungfruns namn

## Prix
- 1966 : Eckersteinska litteraturpriset
- 1970 : Aftonbladets litteraturpris